# Zwaard van Plougrescant

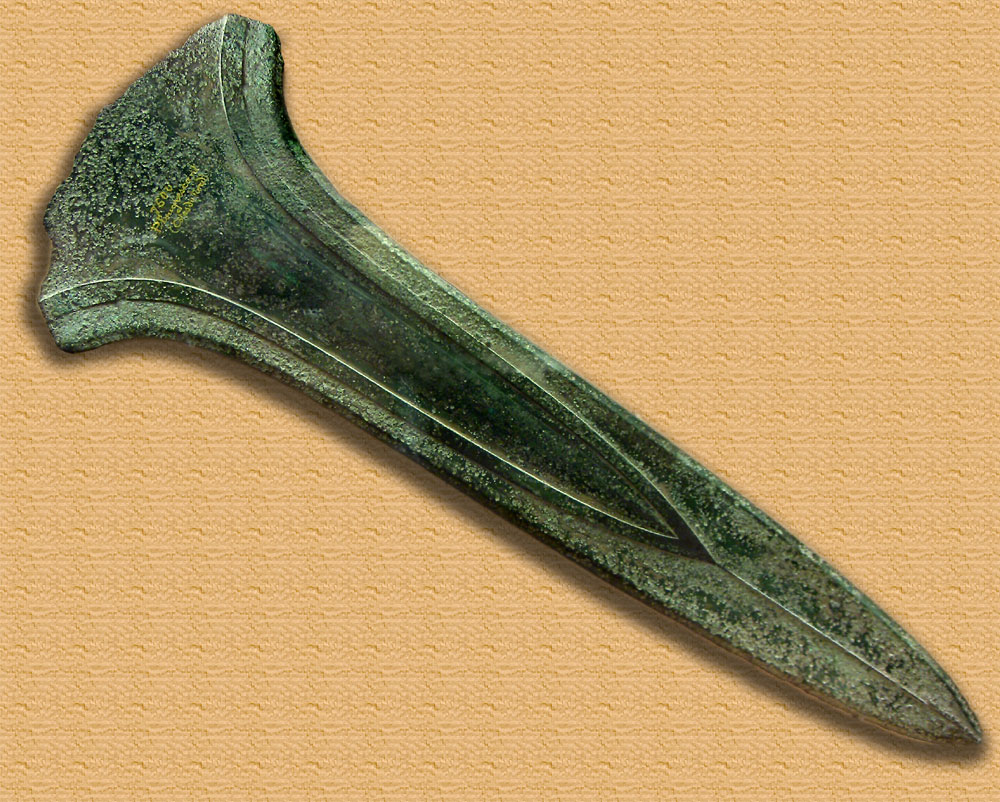
Het zwaard van Plougrescant

Het zwaard van Plougrescant is een zwaard uit de midden-bronstijd.  Het is 66,5 cm lang en weegt 2,2 kg. Het wordt gedateerd op 1500 - 1300 v.C.
Het bronzen zwaard werd in 1845 op een akker in Plougrescant in Bretagne gevonden. In West-Europa zijn in totaal zes van deze wapens gevonden. Daarom worden ze nu aangeduid als zwaarden van het type Plougrescant-Ommerschans, naar de eerste twee vindplaatsen. Ze lijken allemaal op elkaar maar zijn van verschillend formaat. Ze werden dus niet met de zelfde mal vervaardigd, maar vermoed wordt dat ze wel op de zelfde plaats zijn gegoten. Ze werden echter honderden kilometers verwijderd van elkaar teruggevonden.
Deze zwaarden zijn niet functioneel geweest. De meesterwerken van de eerste metaalbewerkers bestaan alleen uit een bronzen lemmet zonder voorziening voor een handvat. Ze komen overeen met zwaarden van het type Tréboul-Saint-Brandan, die dateren van 1700 tot 1500 voor Christus, maar ze zijn groter. Ze waren te log om als wapen te gebruiken en ongeslepen. Drie van de zes zwaarden lijken als offergave in een moerassige omgeving te zijn geplaatst.
Het zwaard van Plougrescant werd in 1867 door het Musée d'Archéologie nationale in Saint-Germain-en-Laye verworven.
De andere vijf Plougrescant-Ommerschans zwaarden zijn:
- Zwaard van Ommerschans
- Zwaard van Jutphaas
- Zwaard van Beaune
- Zwaard van Oxborough
- Zwaard van Rudham